# Dorfkirche Strasen

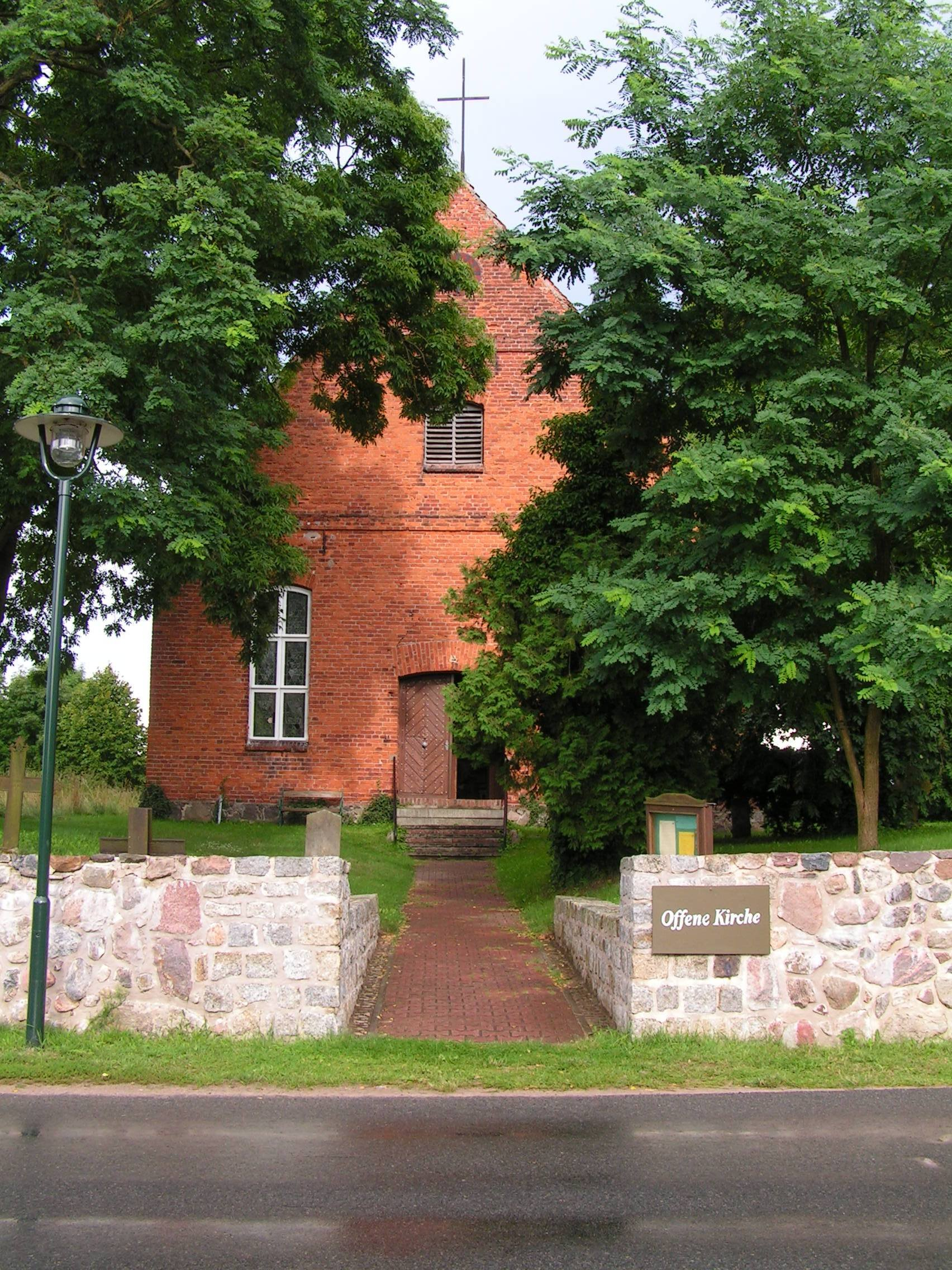
Dorfkirche Strasen

Die evangelische Dorfkirche Strasen befindet sich in Strasen, einem Ortsteil der Landstadt Wesenberg im mecklenburgischen Landkreis Mecklenburgische Seenplatte.

## Baugeschichte
Nachdem die Vorgängerkirche bei einem Dorfbrand 1764 gänzlich abgebrannt war, begann man 1782 unter Leitung des Forstingenieurs Draeseke mit dem Bau einer neuen Kirche. 1784 wurde sie nach zweijähriger Bauzeit geweiht. Der Fachwerkbau hat eine Fläche von 230 m² und ist 5,60 m hoch. An den Seiten wird der Fachwerkbau von einem Fundament aus Ziegelsteinen getragen. An jeder Seite hat die Kirche je zwei Paar Fenster. An der Eingangsseite befindet sich ein Kreuz am Giebel. Die Decke ist eine verputzte Balkendecke mit Voute darunter. Der Kirchturm wurde wegen Baufälligkeit 1969 abgetragen. 

## Ausstattung

### Kanzelaltar
Der hölzerne, palastartig wirkende Kanzelaltar ist in hellen Farbtönen gehalten und stammt aus der Bauzeit. Der Kanzelkörper hat eine Tulpenform. Geziert wird der Kanzelaltar von weißen und schwarzen Linien. Die weiße Altarschranke ist schlicht und wird von einem Kreuz geziert. 
Links neben dem Altar befindet sich ein kleiner Tisch mit einem Kruzifix.

### Orgel
Die auf der Empore befindliche Orgel wurde 1876 von Carl Peters in Neustrelitz gebaut.

### Glocken
Im nicht mehr existierenden Turm waren zwei Glocken vorhanden. Die größere Glocke mit einem Durchmesser von 81 cm wurde von Hackenschmidt in Berlin gegossen. Die kleinere Bronzeglocke mit einem Durchmesser von 69 cm wurde 1584 gegossen und ist mit Minuskeln verziert; sie wurde 1918 ausgebaut, konnte 1920 aber wieder zurückgekauft werden, da sie nicht eingeschmolzen worden war. 

### Gemälde
An der Wand links vom Altar hängt ein Gemälde, das Maria mit dem Jesuskind darstellt. Es handelt sich um eine von vielen Kopien des Originals von Leonardo da Viinci. Neben dem Gemälde hängen in einem Rahmen zwei Kränze, die an eine Goldene Hochzeit aus dem Jahre 1861 erinnern.

## Gemeinde
Heute gehört die Dorfkirche Strasen zur evangelisch-lutherischen Kirchengemeinde Wesenberg in der Propstei Neustrelitz im Kirchenkreis Mecklenburg der Evangelisch-Lutherischen Kirche in Norddeutschland (Nordkirche). 